# Alex Baroni
Alex Baroni, all'anagrafe Alessandro Guido Baroni (Milano, 22 dicembre 1966 – Roma, 13 aprile 2002), è stato un cantautore italiano.

## Biografia
Nasce da Gianni Baroni, fisico, e Marina Marcelletti, matematica, che gli trasmettono la passione per la scienza. Alex infatti si laurea in chimica presso l'Università degli Studi di Milano e all'inizio della sua carriera da musicista svolge parallelamente per vari anni l'attività di docente di chimica in istituti tecnici pubblici e privati.
Alex mostra una passione innata per la musica che inizia a coltivare a 17 anni, dopo un incidente motociclistico - per cui rischia anche la paralisi - che lo aveva costretto a letto per un anno. Terminata la lunga degenza, in cui trova nel canto una fondamentale distrazione dall'immobilità forzata, prende lezioni da Luca Jurman e forma un gruppo con degli amici ed inizia ad esibirsi in vari locali di Milano proponendo cover di canzoni funk, soul e blues composte sia da artisti statunitensi che italiani, Pino Daniele in primis.

### Gli esordi come corista
Inizia a dedicarsi professionalmente alla musica nei primi anni novanta, cantando nei locali milanesi. Nel 1991 è tra i cori dell'album Un'altra strada del cantautore genovese Massimiliano Cattapani.
Diventa corista per altri artisti, tra i quali Eros Ramazzotti, Ivana Spagna (nell'album Siamo in due, del 1995), Francesco Baccini e Rossana Casale. Nel frattempo forma, assieme ad Andrea Zuppini, i Metrica: nel 1994 il duo pubblica per l'etichetta DDD il suo primo album in studio, intitolato Fuorimetrica e prodotto da Eros Ramazzotti, con cui Alex duetta nel brano Non dimenticare Disneyland. Quest'album è stato ristampato nel 2007, con l'aggiunta di un brano inedito, intitolato La lettera, che è anche uno dei quattro nuovi brani poi inseriti nella doppia raccolta Alex Baroni Collection, anch'essa pubblicata nel 2007.
Entra nell'Orchestra della Rai, e nel 1996 è al Festival di Sanremo in qualità di corista.

### Sanremo 1997, Hercules e i primi successi
Nel 1997 comincia la collaborazione con i produttori di tutti i suoi dischi, Marco Rinalduzzi e Massimo Calabrese che insieme con lui scriveranno quasi tutte le canzoni del suo repertorio. Esordisce al Festival di Sanremo 1997 come cantante, nella "Categoria Giovani" e ottiene successo di critica e di pubblico con il brano Cambiare: Baroni vince infatti il premio come miglior voce del Festival, premiato dalla giuria di qualità presieduta da Luciano Pavarotti.
Nel frattempo, esce il primo album inciso per l'etichetta discografica Dischi Ricordi, a cui il cantante dà il suo nome d'arte Alex Baroni, contenente oltre a Cambiare, altri brani di successo, tra i quali Male che fa male (con un coro costituito da circa cinquanta persone), Scrivi qualcosa per me (accompagnato dal relativo videoclip che ritrae Baroni in un ambiente simile agli MTV Unplugged), Ce la farò (con cui aveva già partecipato alle eliminatorie di "Sanremo Giovani"), la ballata La voce della Luna e la cover di un brano dei Beatles intitolato In My Life, posto in chiusura al disco. L'album raggiunge la posizione numero 38 in classifica, e si piazza al numero 176 nella Top 200 di fine 1997.
Ancora nel 1997 collabora alla versione italiana della colonna sonora realizzata per il film d'animazione della Walt Disney Hercules, in cui dà la voce all'Ercole adolescente, cantando Posso farcela, una suite suddivisa in tre parti. A maggio dello stesso anno è inoltre presente al "Premio Città di Recanati" (Musicultura), dove canta con un'altra giovane cantante emergente, Zenima, in un duetto che si inserisce nella serie di duetti che l'artista eseguirà durante tutto l'anno. Chiude l'anno duettando con Elio e le Storie Tese al 105 Night Express in diretta su Italia 1 il 16 dicembre.
Nel 1998 partecipa nuovamente al Festival di Sanremo con il brano Sei tu o lei (Quello che voglio), ma questa volta, grazie alle vendite dell'album pubblicato l'anno precedente, è ammesso alla categoria "Big". Il sottotitolo del pezzo, Quello che voglio, viene utilizzato poco dopo per il nuovo album. Oltre alla canzone sanremese, il lavoro contiene altre due tracce molto note, accompagnate dai relativi videoclip, Onde e Dimmi che ci sei. L'album vende complessivamente meno del precedente, raggiungendo la posizione 42 in classifica e piazzandosi alla posizione 200 della classifica generale di fine anno.
Il successo porta il giovane artista anche a Sanremo Top, nel maggio 1998, da dove Baroni parte per il nuovo tour dal vivo. Ad agosto, nel corso della tournée, l'artista ha partecipato, vincendo, al Festival internazionale della canzone di Sopot, la rassegna musicale comunitaria ospitata dalla Polonia. Nel settembre dello stesso anno esce, in vari paesi europei (tra cui Paesi Bassi, Germania, Svizzera e Polonia), il disco internazionale di Alex Baroni intitolato Onde, dal titolo del brano che è diventato il suo più grande successo fuori dai confini italiani. La raccolta, oltre alla title track, contiene i pezzi migliori estratti dai suoi due lavori discografici più recenti, Alex Baroni del 1997 e Quello che voglio del 1998.
Il 14 dicembre 1998 ha l'onore di tenere il concerto di riapertura dello storico Teatro Palladium di Roma, rimasto chiuso nei tre anni precedenti, celebrando su tale palco il disco d'oro di Quello che voglio, mentre nel febbraio 1999 Baroni viene premiato in Campidoglio con l'Oscar dei Giovani 1998. Il tour di supporto all'album Quello che voglio prolungato di alcune date si conclude con una serata speciale al Memphis Belle di Roma. Inoltre, Alex partecipa all'album postumo di Ivan Graziani, Per sempre Ivan, nel quale canta, in duetto con Umberto Tozzi, la canzone È stato un viaggio (Vita), il cui testo è di Renato Zero e la musica dello stesso Ivan Graziani. Nei primi giorni del mese di settembre, esce il nuovo singolo Pavimento liquido, con il relativo videoclip (girato nel deserto tunisino durante l'estate di quell'anno), anticipa la pubblicazione del terzo album dell'artista, intitolato Ultimamente, che ha visto la collaborazione letteraria di Renato Zero al brano E il cielo mi prese con sé.
La promozione del nuovo lavoro viene affidata, per lo più, ai video delle canzoni Pavimento liquido e Fuori di qua, vista la decisione di non estrarre alcun singolo e la mancata partecipazione al Festival di Sanremo, dove il brano da lui proposto, la title-track dell'album appena pubblicato, Ultimamente, non passa le selezioni (il brano non viene, però, incluso nel lavoro del 1999, a cui dà il titolo; riemergerà, invece, nel disco postumo C'è di più, del 2004, di cui sarà il singolo trainante).
Il disco ha una buona copertura radiofonica, ma non riesce a eguagliare le vendite dei due album precedenti. Baroni comunque s'imbarca in un lungo tour che durerà due anni senza rinunciare a concerti gratuiti per i fan o di beneficenza, rispettando anche gli impegni presi con i colleghi. Durante la tournée di Massimo Di Cataldo, incentrata sul repertorio dei Beatles, i due artisti duettano in molti classici dello storico gruppo britannico, mentre Baroni sceglie di cantare Solo per te, tratta dal suo ultimo album, dove esibisce la sua notevole estensione vocale.
Inoltre collabora alla stesura di È la verità, poi inserita nell'album Girasole di Giorgia, sempre nel 1999. Per la cantante romana, Baroni scrive anche il testo di Prima di domani, una delle tracce dell'album successivo di Giorgia, Senza ali (2001), mentre Giorgia restituirà il favore, collaborando con lui alla composizione del testo di Fuori dalla mia finestra, uno dei brani di Ultimamente. Nel 2000 canta in uno spot della Coca-Cola.
Mentre Pavimento liquido riceve un'accoglienza positiva nelle discoteche estive, i brani di Ultimamente più richiesti in radio diventano Fuori di qua (alla quale partecipa Giorgia nei cori) e Viaggio. Al video di quest'ultimo, si affianca ben presto anche il videoclip promozionale di Fuori di qua, in cui Baroni compare legato, mani e piedi, a una sedia. L'album comprende anche un'altra cover dei Beatles, Mother Nature's Son, che chiude la terza prova discografica dell'artista milanese.
In questo periodo, Alex Baroni dà inizio a proficue collaborazioni, spesso costose, con artisti della scena internazionale, come l'ex Kajagoogoo Limahl, il cantante e paroliere dei Duran Duran Simon Le Bon, l'ex Wham! George Michael, l'ex leader dei Culture Club, Boy George.
Il 28 gennaio 2002 duetta con Massimo Di Cataldo al teatro Sistina di Roma, nello spettacolo Beatles forever, in cui i due omaggiano il quartetto di Liverpool reinterpretando i loro più grandi successi con la partecipazione dell'Orchestra Sinfonica Abruzzese.

### L'incidente in moto e la morte
Nel pomeriggio del 19 marzo 2002 Baroni è coinvolto in un tragico incidente stradale. 
Mentre percorre in moto la circonvallazione Clodia a Roma, viene travolto da un'auto che stava compiendo un'inversione di marcia; sbalzato dalla moto, viene investito da una seconda auto che procede a velocità sostenuta. 
Le sue condizioni appaiono subito molto gravi, tanto che viene ricoverato in stato di coma irreversibile nel reparto di terapia intensiva dell'ospedale Santo Spirito. Muore a distanza di 25 giorni, la mattina del 13 aprile, all'età di 35 anni.
Nelle ore seguenti, viene ricordato da vari conduttori televisivi (tra cui Fiorello e Simona Ventura) in diretta; allo stadio Meazza, prima della partita tra Inter (di cui era tifoso) e Brescia del giorno successivo, viene osservato un minuto di silenzio in sua memoria. Il funerale si svolge a Milano, due giorni dopo il decesso, in forma privata. Baroni è stato sepolto nel cimitero di Greco a Milano.. Dopo la morte della madre, a causa del COVID, fu riesumato ed ora le sue ceneri sono custodite dai familiari.
Riguardo all'incidente, nel giugno 2007 l'automobilista coinvolto nell'incidente viene scagionato dall'accusa di omicidio colposo e assolto; il giudice monocratico Ludovica Cirolli stabilisce infatti che la manovra dell'automobilista era lecita e che Baroni stava procedendo a velocità troppo elevata e senza aver allacciato il casco, imputando quindi a Baroni la responsabilità del sinistro.

### Raccolte postume
Il 18 ottobre 2002, a distanza di sei mesi dalla scomparsa di Alex, esce postuma la sua prima raccolta, intitolata Semplicemente (nota anche come Semplicemente Alex Baroni, dalla lettura continua del titolo del disco e del nome dell'autore, sulla copertina della raccolta, che lo ritrae, come le altre foto nel libretto, durante la session fotografica realizzata nel deserto africano), che contiene, oltre ai suoi più grandi successi (scelti dagli stessi fan, tramite un sondaggio condotto sul sito web ufficiale), tra cui Onde, Cambiare e Sei tu o lei (Quello che voglio), anche tre brani inediti, che avrebbero dovuto far parte dell'album al quale stava lavorando e la cui pubblicazione era stata prevista dallo stesso Baroni proprio per il mese di ottobre.
Dei tre nuovi pezzi, La distanza di un amore, Speriamo e Binario 4, il primo viene utilizzato per promuovere l'intero album, che diventerà, in breve tempo, l'album più venduto del cantante, debuttando alla posizione numero 2 in classifica e rimanendo nelle prime 20 fino al febbraio successivo, piazzandosi alla posizione 27 nella classifica italiana generale di fine annata 2002 (il migliore risultato ottenuto da Baroni in assoluto). Per volontà del comitato esecutivo della fondazione intitolata alla memoria del cantante, i ricavi delle vendite di Semplicemente vengono devoluti per azioni di solidarietà sociale ad associazioni benefiche quali Emergency e Medici senza frontiere.
La cantante Giorgia, con cui è stato legato sentimentalmente, gli ha dedicato le canzoni Per sempre, Gocce di memoria e Marzo: quest'ultima è stata inserita nella sua raccolta del 2002, a lui interamente dedicata, Greatest Hits - Le cose non vanno mai come credi, il cui titolo allude chiaramente al tragico evento che le ha portato via l'ex-compagno e, al momento dell'incidente, ancora grandissimo amico. Il brano Per sempre è invece incluso nel CD Ladra di vento. L'assenza di Alex Baroni nella vita della cantante Giorgia è una tematica che si ripresenta anche in altri brani della cantautrice romana, come L'eternità.
Il 15 ottobre del 2004 esce C'è di più, un intero album di inediti (il quinto, considerando anche il primissimo Fuorimetrica) scritti e interpretati tra il 1998 e il 2002. L'album si chiude con un medley di due classici, Yesterday dei Beatles e Imagine di John Lennon, legate insieme in un concerto dal vivo tenuto da Baroni con la partecipazione dell'Orchestra Sinfonica Abruzzese sulla gradinata della basilica di San Bernardino dell'Aquila nell'agosto del 2001, in occasione dei festeggiamenti della "Perdonanza Celestiniana" in cui aveva duettato con Tosca. Trascinato dal singolo Ultimamente e da alcuni altri brani di punta, tra cui il citato medley, il pezzo di apertura, Libero, e la title-track, l'album C'è di più raggiunge la posizione numero 17, piazzandosi alla 188ª nella classifica italiana annuale del 2004.
Il 16 novembre 2006 esce un album tributo, coerentemente intitolato Alex - Tributo ad Alex Baroni, un omaggio di molti dei suoi amici musicisti e coristi i cui proventi della vendita vengono devoluti al Comitato Alex Baroni, presieduto dal fratello Guido, che ha lo scopo di raccogliere fondi e organizzare eventi artistici di beneficenza. Tra i partecipanti vi sono stati Mario Biondi, Manuela 'Manu' Cortesi, Silvio Pozzoli, Giorgio Secco, Paolo Costa, Amedeo Bianchi, Pier Foschi, Nicola Peruc e altri.
Sempre nel corso del 2006 viene ripubblicata, in una nuova versione DualDisc, la raccolta Semplicemente: il lato CD Audio ripropone, rimasterizzati, i tre inediti postumi del 2002 e gli 11 brani che erano risultati i preferiti dai fan, mentre il lato DVD comprende i cinque videoclip girati per promuovere i brani Scrivi qualcosa per me (dall'album omonimo Alex Baroni del 1997), Onde e Dimmi che ci sei (da Quello che voglio del 1998), Pavimento liquido e Fuori di qua (da Ultimamente del 1999), oltre a una galleria fotografica. L'audio di Onde è leggermente diverso dalla versione dell'album (nell'introduzione sono aggiunti dei vocalizzi di Baroni, che erano presenti solo nel videomix e in alcune esecuzioni dal vivo inedite).
A fine maggio 2007 esce invece una nuova doppia raccolta di successi intitolata Alex Baroni Collection, contenente anche tre inediti (La vita è un dado, Vorrei e la cover, rielaborata in italiano, con il titolo di Sei la sola che vorrei, di Another Star, un pezzo del suo artista preferito, Stevie Wonder), nonché un quarto "nuovo" brano, La lettera, in realtà già edito ma poco conosciuto, tratto dalla ristampa - pubblicata sempre nel 2007 - dell'album Fuorimetrica dei Metrica.
Il senso... di Alex, raccolta di successi di Baroni interpretati da vari artisti italiani per omaggiare il cantante lombardo a dieci anni dalla sua scomparsa, si apre con un suo inedito, intitolato Arrivederci amore mio. Marco Rinalduzzi, che fece da produttore a Baroni per tutta la sua breve carriera di cantante, dichiarò ad Oggi: "[È] l’ultima cosa che mi è rimasta nel cassetto", escludendo così di fatto la pubblicazione futura di nuovo materiale inedito.
Ciononostante, nel gennaio del 2022 il cantante livornese Manuel Aspidi pubblica il singolo Non passerà, scritto da Baroni, Calabrese e Rinalduzzi e rimasto inedito fino ad allora.

## Vita privata

Alex Baroni con l’allora fidanzata Giorgia a un concerto di Pino Daniele nel 2001

Dal 1997 al 2001, fino a pochi mesi prima dell'incidente fatale, fu legato sentimentalmente alla cantante Giorgia.
Nel 2019, in un'intervista a Verissimo, Giorgia ha rivelato che Baroni poco prima di morire aveva intrapreso una nuova relazione, tacendo però sull'identità dell'ultima fidanzata del cantante.

## Discografia

### Album in studio
- 1994 – Fuorimetrica (con i Metrica)
- 1997 – Alex Baroni
- 1998 – Quello che voglio
- 1999 – Ultimamente
- 2004 – C'è di più (postumo)

### Raccolte
- 1998 – Onde
- 2002 – Semplicemente
- 2007 – Alex Baroni Collection
- 2011 – ...Canzoni

### Singoli
- 1997 – Male che fa male
- 1998 – Dimmi che ci sei
- 1998 – Chi mi aiuterà
- 1999 – Pavimento liquido
- 2001 – La distanza di un amore
- 2004 – Ultimamente

## Videografia
- 1997 – Scrivi qualcosa per me
- 1998 – Onde
- 1998 – Dimmi che ci sei
- 1999 – Pavimento liquido
- 1999 – Fuori di qua

## Omaggi
- Il 13 aprile 2002, poche ore dopo l'annuncio della morte di Baroni, Fiorello chiuse la puntata di Stasera pago io andata in onda quella sera ricordando pubblicamente il cantante milanese[54].
- Il 17 aprile 2002, quattro giorni dopo la scomparsa di Alex, Jovanotti gli dedicò il suo concerto, tenuto ad Ancona[55].
- Nel 2002 Giorgia, ex fidanzata e amica di Alex Baroni, scrive la canzone Marzo dedicata ad Alex, dal cui testo è tratto il titolo della raccolta Greatest Hits - Le cose non vanno mai come credi album interamente dedicato ad Alex.
- Il 23 giugno 2002, in occasione della Festa europea della Musica, in Piazza Venezia a Roma si tiene un concerto in suo ricordo, presentato da Fabrizio Frizzi, a cui partecipano Renato Zero (che esegue E il cielo mi prese con sé, la canzone da lui scritta per Alex e inclusa nell'album Ultimamente), Giorgia (che esegue Cambiare e Non vedi), Eugenio Finardi, Paola e Chiara, Rossana Casale, Tosca, Marina Rei, Paola Turci, Michele Zarrillo, i Dirotta su Cuba, Alexia, Max Gazzè, Alex Britti, Paola Folli e Luca Jurman[56].
- Lo stesso Luca Jurman, che fu suo maestro di canto e di cui Alex fu il primo allievo, nel 2010 gli dedicò il libro Vocal Classes® – L’evoluzione nel canto[7].
- L'album Cicciput di Elio e le Storie Tese, uscito nel 2003, è dedicato alla memoria di varie personalità del mondo dello spettacolo con cui la band milanese aveva collaborato e venute a mancare nel periodo precedente alla pubblicazione: tra queste vi è Alex Baroni.
- In suo onore il premio della categoria «Voci Nuove» al Festival dell'Adriatico è stato ribattezzato «Premio Alex Baroni».
- Anche il Premio della Critica per la categoria «Nuove Proposte» del Festival di Sanremo è stato, seppur temporaneamente, dedicato ad Alex Baroni (sulla falsariga del relativo premio per la categoria «Campioni» o «Big», che tuttora porta il nome di Mia Martini), su suggerimento di alcuni degli artisti che hanno partecipato al primo concerto-tributo in suo onore del 23 giugno 2002. Con l'unificazione delle due categorie, nel corso del Festival del 2004 il premio in memoria è stato conseguentemente abolito.
- Eros Ramazzotti, suo scopritore, gli fa incidere la canzone Un'emozione per sempre, che Alex Baroni non fa in tempo a pubblicare come singolo, a causa della morte prematura[57]. Per questo, nel 2003, sarà proprio Ramazzotti a inciderla personalmente, dedicandogliela prima come singolo, e poi includendola nel suo album 9.[58] Nel 2012 inoltre Ramazzotti dedica ad Alex Baroni il brano Infinitamente, presente in Noi.
- L'album Festival di Paola & Chiara e la raccolta Greatest Hits - Le cose non vanno mai come credi di Giorgia sono entrambi dedicati alla memoria di Alex Baroni, all'epoca scomparso da pochissimo.
- Il 20 marzo 2012, a dieci anni di distanza dalla scomparsa di Baroni, viene pubblicata Il senso... di Alex, una raccolta dei successi di Baroni reinterpretati dagli artisti a lui più vicini (Giorgia, Renato Zero, Alex Britti, Carmen Consoli, Claudio Baglioni e Luca Jurman) ma anche da personalità emergenti come Marco Mengoni (che partecipa con una cover di Scrivi qualcosa per me) e Noemi (che esegue Cambiare) nonché di Fabrizio Frizzi, che interpreta Sei la mia canzone[47].
- Al Festival di Sanremo 2022, durante la serata dedicata alle cover, AKA 7even esegue Cambiare in duetto con Arisa[59][60].